# Niederländisch-Guayana

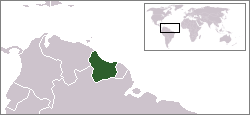
Lage von Niederländisch-Guayana

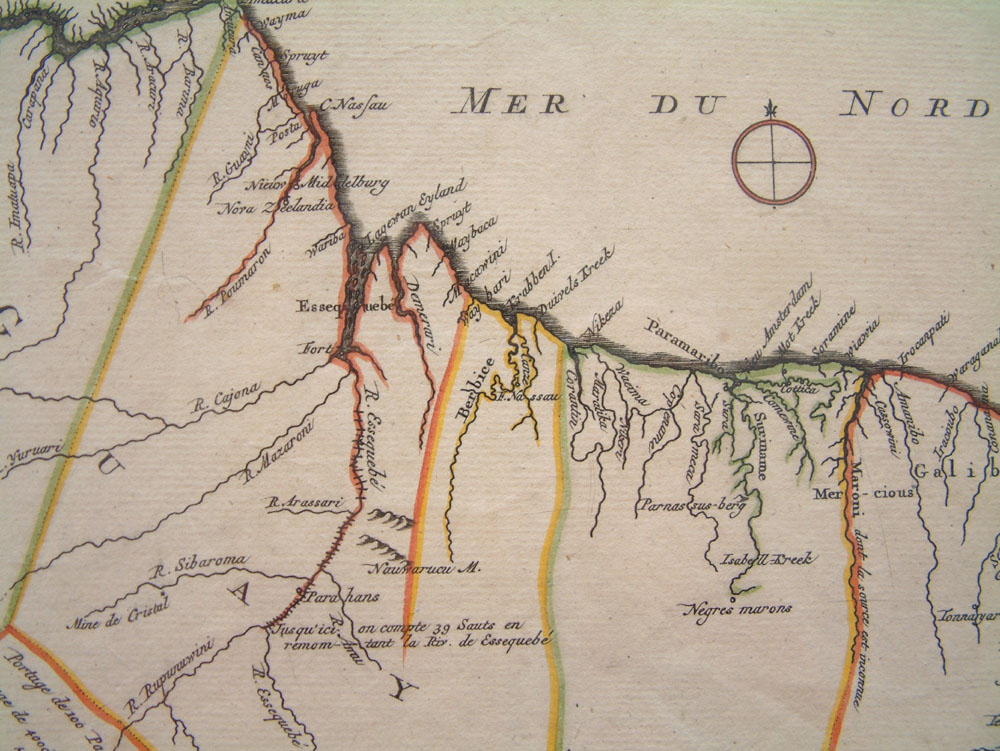
Historische Karte mit dem Gebiet um 1700

Niederländisch-Guayana (niederländisch Nederlands-Guyana oder Nederlands-Guiana) war der Sammelname für niederländische Kolonien an der nordöstlichen Küste von Südamerika. Bis 1975 wurde der Name noch für dessen letzten Rest Suriname benutzt.

## Geschichte
Bereits ab 1600 hatten Niederländer kleinere Handelsposten an den Flüssen Pomeroon im Westen und Suriname im Osten angelegt. Nach der Gründung der Westindien-Kompanie (WIC) im Jahre 1621 gehörten die Kolonien Pomeroon, Essequibo (einschl. Demerara) und Berbice zum Handelsmonopol-Gebiet der WIC. Nachdem 1674 mit dem Frieden von Westminster Suriname formell an die Niederlande gefallen war, bezeichnete man diesen gesamten Bereich auch als Niederländisch-Guayana. Das Gebiet umfasste das heutige Suriname und Guyana.
Während der Koalitionskriege und des Britisch-Französischen Kolonialkonflikts besetzten die Briten von 1799 bis 1802 und erneut ab 1804 das Gebiet. Durch den Britisch-Niederländischen Vertrag von 1814 wurde Niederländisch-Guayana aufgeteilt. Die westlichen Kolonien Demerara, Essequibo und Berbice, das spätere Britisch-Guayana, kamen an das Vereinigte Königreich. Östlich von Niederländisch-Guayana entstand Französisch-Guyana. Im Tausch für die verlorenen Gebiete wurde 1815 das Vereinigte Königreich der Niederlande aus der ehemaligen Batavischen Republik, den Österreichischen Niederlanden und dem Hochstift Lüttich gebildet.
1975 wurde Suriname als letzter Rest Niederländisch-Guayanas vom Königreich der Niederlande unabhängig, dessen autonomer Bestandteil es zuletzt war. Es hatte zu diesem Zeitpunkt eine Fläche von 163.265 km² und rund 432.000 Einwohner.